# Sergentomyia shettyi
Sergentomyia shettyi är en tvåvingeart som beskrevs av K.Ilango 1994. Sergentomyia shettyi ingår i släktet Sergentomyia och familjen fjärilsmyggor.
Artens utbredningsområde är Tamil Nadu (Indien). Inga underarter finns listade i Catalogue of Life.